# Semiothisa incolorata
Semiothisa incolorata là một loài bướm đêm trong họ Geometridae.